# Mindi Abair
Mindi Abair (23 de mayo de 1969) es una saxofonista, cantante, autora estadounidense. Es Fideicomisaria Nacional para la Academia Nacional de Grabación de Artes y Ciencias, la entidad que organiza la entrega de los Premios Grammy. Ha sido dos veces nominada al Premio Grammy.

## Comienzos
Mindi Abair nació en San Petersburgo, Florida. Su padre, Lance Abair, tocaba el saxofón y los teclados, y su abuela Virginia Rice era cantante de ópera y profesora de piano y música vocal. Mindi comenzó a tocar el piano a los cinco años, y comenzó a tocar saxofón alto a los ocho años, cuando el instructor de la banda de su escuela primaria distribuyó los instrumentos en el primer día de la clase de banda e instruyó a cada estudiante para elegir el instrumento que más quisieran tocar. Mindi pasó gran parte de su juventud de gira con la banda de su padre, The Entertainers.
Como estudiante de último año de secundaria, ganó el puesto de primer saxo alto para la Banda de Jazz Estatal de Florida. Abair pasó su primer año de universidad con una beca completa en la Universidad del Norte de Florida, un programa de jazz iniciado por Rich Matteson. Después se trasladó al prestigioso Berklee College of Music en Boston, Massachusetts, con una beca y estudiando saxofón con Joe Viola y George Garzone. Se graduó magna cum laude en 1991 con un título en Woodwind Performance. Formó su primera banda en la universidad.

## Carrera

### Actuaciones y lanzamientos
En 1991, después de la universidad, Abair se mudó a Los Ángeles, California, donde comenzó a actuar con su banda en clubes, cafeterías y hoteles. Tocó sola en la calle en 3rd Street Promenade en Santa Mónica, California, y atrajo la atención del teclista de jazz Bobby Lyle, quien la contrató para grabar en su CD Power of Touch y hacer una gira con él. Sus oportunidades de giras se expandieron durante la próxima década, ya que realizó una gira como saxofonista / cantante y tecladista con Adam Sandler, John Tesh, Jonathan Butler, Teena Marie y Rick Braun. Abair apareció en el saxofón en el video de Go West "Tell Me". Y en 1996, apareció en HBO Special de Adam Sandler y grabó en su CD platino What's Your Name? tocando el solo de saxofón en "The Lonesome Kicker" y cantando en varias pistas.
En 1999, Abair se unió a los Backstreet Boys para su Millennium World Tour, y pasó el siguiente año y medio como su saxofonista, teclista y percusionista. Reunió a la primera banda de Mandy Moore y actuó como directora musical, teclista, cantante de fondo y percusionista para muchas de las primeras apariciones en televisión y espectáculos de Moore.
Cuando no estaba de gira, Abair lanzó su primer álbum en solitario, Siempre y Nunca es lo Mismo, de forma independiente. Abair lo interpretó en los clubes de rock de Los Ángeles, además de su gira con los Backstreet Boys.
En 2003, Abair firma para Verve Records y lanzó el álbum Sucede de Esa Manera, que alcanzó su punto máximo en el No. 7 en la lista de Billboard de Jazz Contemporáneo y se mantuvo en el Top 10, 19 semanas consecutivas. Billboard situó al álbum en el top 10 de Jazz Contemporáneo del año. Su hit single "Lucy" fue No. 1 en R&R con un récord de ocho semanas.[cita requerida]
En 2004, Abair publica el álbum "Ven Como eres", que alcanzó su punto máximo en el No. 9 en el Billboard de Jazz Contemporáneo . Siguió con la Vida Menos Ordinaria en 2006, que alcanzó su punto máximo en el No. 1 en el Billboard de Jazz Contemporáneo y se mantuvo en el top 20 durante 45 semanas. Sus canciones "True Blue" y "Bloom" fueron N.º 1 en R&R.
Abair firma con Concord Records en 2007 y lanzó su álbum Estrellas en el 2008, que alcanzó su punto máximo en el No. 4 en el Billboard de Jazz Contemporáneo. Su single "Estrellas" (coescrito y producido por Matthew Hager) alcanzó el N.º 29 de la lista Adulto Contemporáneo R&R simultáneamente con su single "Sonrisa", que alcanzó el número 1 en el R&R de jazz. Lanzó "Hi-Fi Stereo" en el 2010 que alcanzó su punto máximo en el Nº 6 de la lista Billboard Jazz Albums. El álbum produjo El N.º 1 hit "Ser Bella", escrito por David Ryan Harris.
En 2013, Abair colabora con Dave Koz, Richard Elliot, y Gerald Albright en el álbum Summer Horns, que fue nominado para un Premio Grammy.
El 27 de mayo de 2014, Abair publica "Corazón Salvaje" en Concord Records, Heads Up International. El registro debutó en el Nº 1 en el Billboard Jazz y en el Nº 152 en el Billboard Top 200. El registro, el cual incluye colaboraciones con el fallecido Gregg Allman, Joe Perry y Trombone Shorty, fue nominado para el Mejor Álbum Instrumental Contemporáneo en el 2015 en los Premios Grammy.
Abair recibió el Mad Skills Award en el She Rocks en el NAMM Show (organizado por la National Association of Music Merchants) el 24 de enero de 2015. Ubicado en Anaheim, California, el evento fue fundado por la Women's International Music Network.
En 2015, después de trabajar con Randy Jacobs (fundador de The Boneshakers) en la gira de "Wild Heart", él y Abair decidieron formar Mindi Abair y The Boneshakers, que incluyen a Mindi Abair (Saxofón, Voz), Randy Jacobs (Guitarra, Vocales), Sweet Pea Atkinson (Voz), Rodney Lee (Teclados), Derek Frank (Bajo, Voz) y Third Richardson (Batería, Voz). A finales de 2015, lanzaron un álbum en vivo Mindi Abair y The Boneshakers Live en Seattle a través de Pledge Music y HeadsUp, que presentó una actuación en el Jazz Alley de Dimitriou en Seattle en febrero de 2015. En el verano de 2017, el grupo anunció su primer proyecto de estudio a través de la página web de Randy Jacobs. El álbum fue grabado durante cinco días en los EastWest Studios con el productor Kevin Shirley, se llama The EastWest Sessions, que incluye 11 canciones de rock y blues rock y fue lanzado el 15 de septiembre de 2017. Los invitados son el guitarrista de blues Joe Bonamassa y el ganador del Grammy, Fantastic Negrito. El álbum debutó en el N° 3 en la lista de ventas de álbumes de Blues de la revista Billboard la semana del 7 de octubre de 2017.
"Pretty Good For A Girl", una pista irónica coescrita por Abair y Jacobs para el álbum, inspiró a Abair a lanzar la plataforma web PrettyGoodForAGirl.net. El objetivo de la página web es celebrar a mujeres excepcionales y convertir "bastante bueno para una niña" en una frase de empoderamiento.

### Locutora de radio
En 2007, Abair se hizo cargo del programa de radio Chill distribuido por todo EE. UU. con Chris Botti, que había sido anfitrión durante dos años. El nombre cambió a "Chill With Mindi Abair", que la acogió de 2007 a 2015. El enfoque del programa fue la música chill out.

### Apariciones en televisión
Abair participó en la temporada 2011 de American Idol como solista con Paul McDonald y Casey Abrams y tocando detrás de los concursantes Jacob Lusk y Haley Reinhart. Abair apareció en la temporada 2012 American Idol, actuando con Phillip Phillips. Abair apareció con Phillips seis veces como saxofonista destacada, interpretando las canciones "U Got It Bad" originalmente de Usher, "Disease" originalmente de Matchbox Twenty, "Have You Ever Seen the Rain?" originalmente creada por Creedence Clearwater Revival, "Movin 'Out" originalmente de Billy Joel, "In The Midnight Hour" originalmente de Wilson Pickett y "Give A Little More" originalmente de Maroon 5. Steven Tyler quedó tan impresionado con Abair que la invitó a unirse a Aerosmith en la etapa de verano de su gira mundial de 2012 tocando el saxo y cantando coros. Abair realizó un dúo con Joey Kramer durante su solo de batería.
Actuó como saxofonista con la Orquesta de la CBS en el Late Show con David Letterman el 3 y 4 de abril de 2012. Se sentó con la banda nuevamente el 29 de julio de 2014, y también interpretó sus canciones originales "Wild Heart" y "Train".
Abair también ha aparecido en el Tavis Smiley Show y más de una vez en El Tonight Show Starring Jimmy Fallon.

## Discografía

### Álbumes de estudio
- Always and Never the Same (1999)
- It Just Happens That Way (2003)
- Come As You Are (2004)
- Life Less Ordinary (2007)
- Stars (2008)
- In Hi-Fi Stereo (2010)
- Wild Heart (2014)
- Mindi Abair & The Boneshakers - The EastWest Sessions (2017)

### Álbumes de Navidad
- I Can't Wait for Christmas (2004)

### Álbumes en Directo
- Mindi Abair & The Boneshakers - LIVE in Seattle (2015)

### Álbumes en colaboración
- Peter White Christmas (2007)
- Dave Koz and Friends: Summer Horns (2013)
- Peter White Christmas LIVE (2015)

### Apariciones de invitada
- Bobby Lyle - "The Power Of Touch" (1997)
- Adam Sandler - "Whats Your Name?" (1997)
- Henry Phillips - "Number 2" (1999)
- Jeff Golub - "Soul Sessions" (2003)
- Michael Feinstein - "Only One Life: The Songs Of Jimmy Webb" (2003)
- Keb' Mo' - "Peace... Back By Popular Demand" (2004)
- Peach - "Real Thing" (2004)
- Ellis Hall - "Straight Ahead" (2004)
- Alan Hewitt - "Noche De Pasión" (2004)
- Peter White - "Confidential" (2004)
- Daniel Benzali - "Benzali" (2005)
- Loren Gold - "Keys" (2005)
- Val Watson - "Live At The Funk Lounge" (2005)
- Randy Jacobs - "From Me To You" (2005)
- Russ Kunkle - "Rivage" (2008)
- The Ides Of March - "Still 19" (2010)
- Greg Manning - "The Calling" (2010)
- Jim Peterik Lifeforce - "Forces At Play" ( 2011)
- Brite Futures - "Dark Past" (2011)
- Mocean Worker - "Candygram for Mowo" (2011)
- Keb' Mo' - "The Reflection" (2011)
- Groove Kid Nation - "The Wheels On The Bus" (2011)
- Terry Wollman - "A Joyful Noise" (2012)
- Chris Mann - "Home For Christmas: The Chris Mann Christmas Special" (2013)
- Chris Mann - "Chris Mann In Concert: A Mann For All Seasons" (2013)
- Randy Jacobs - "Rhythm And The Beat" (2013)
- Jeff Golub with Brian Auger - "Train Keeps A Rolling" (2014)
- David Pack - "Napa Crossroads" (2014)
- Bobby Rush & Blinddog Smokin - "Decisions" (2014)

### Bandas Sonoras
- License to Wed - "Every Time" (2007) track 9

### Álbumes de la compilación
- A Twist Of Motown (2003)
- WSJT 94.1 Smooth Jazz, Vol. 6 (2003)
- KKSF 103.7 FM Sampler For AIDS Relief, Vol. 14 (2003)
- Forever, For Always, For Luther (2004) on "Stop To Love"
- First Annual SmoothJazz.com: Smoothie Award Winners (2004)
- Live Your Life With Verve: Autumn Moods (2004)
- Dreams And Vision (2005)
- WNUA 95.5 Smooth Jazz Sampler, Vol. 18 (2005)
- Jazziz: Women, Volume 7 (2006)
- KWJZ 98.9 Smooth Jazz Vol. 10 (2006)
- Wave Music, Vol. 9: Max (2006)
- The Best Christmas... Ever! (Poland) (2006)
- Smooth Sounds of the Season, Vol. 1: Circuit City Exclusive (2006)
- KKSF 103.7 FM Sampler For AIDS Relief, Vol. 17 (2006)
- Smooth Ones (2007)
- Smooth Jazz Hits (2009)
- Smooth Jazz #1 Hits (2011)
- Smooth Jazz Hits: Ultimate Grooves (2012)